# Аврамешти (Валча)
Аврамешти (рум. Avrămești) насеље је у Румунији у округу Валча у општини Скунду. Oпштина се налази на надморској висини од 272 m.

## Становништво
Према подацима из 2002. године у насељу је живело 549 становника, од којих су сви румунске националности.